# Ernst Chladni
Ernst Florens Friedrich Chladni ('ɛʀnst 'floːʀɛns 'fʀiːdʀɪç 'kladnɪ, ur. 30 listopada 1756 w Wittenberdze; zm. 3 kwietnia 1827 we Wrocławiu) – niemiecki fizyk i geolog, badacz meteorytów. Zajmował się głównie akustyką.

## Życiorys
Urodził się w protestanckiej rodzinie pochodzącej z Kremnicy (Słowacja). Ojciec był prawnikiem, profesorem Uniwersytetu w Wittenberdze i rektorem tej uczelni. Ernst Chladni studiował prawo od 1774, najpierw w Wittenberdze, a później w Lipsku, gdzie ukończył studia w 1781, uzupełniając je jeszcze dodatkowymi egzaminami w 1782. Nie prowadził jednak praktyk prawniczych; po ukończeniu studiów powrócił do rodzinnego miasta, gdzie zatrudnił się na macierzystym uniwersytecie i poświęcił się badaniom akustyki, a utrzymywał się z wykładów i demonstracji efektownych eksperymentów fizycznych, zwłaszcza związanych z jego specjalizacją. Konstruował też instrumenty muzyczne własnego pomysłu, np. euphon (1790), klawicylinder (1800).
W trakcie jednej z podróży z wykładami i demonstracjami przybył na Uniwersytet Wrocławski i w czasie pobytu w mieście nagle zmarł. Pochowany został tamże na nieistniejącym dziś Cmentarzu Wielkim parafii św. Elżbiety.

## Dorobek naukowy
Do głównych obszarów badań Chladniego należały badania zjawisk akustycznych, w tym doświadczenia z drgającymi strunami i płytami. Ustalił prędkość rozchodzenia się fal podłużnych w licznych metalach i drewnie, a także prędkość dźwięku w szeregu gazów. Od jego nazwiska pochodzi nazwa odkrytego przezeń zjawiska zwanego figurami Chladniego. Podsumowaniem badań w tej dziedzinie było dzieło Die Akustik (1802), wydane też w tłumaczeniu francuskim (1810) dzięki pieniądzom, które wyłożył Napoleon Bonaparte.
Od 1792 badania swe rozszerzył na problem genezy meteorytów. Zasłynął jako jedna z pierwszych osób reprezentujących pogląd o kosmicznym pochodzeniu meteorytów, w związku z czym uchodzi za ojca współczesnej meteorytyki. W swoich pracach udokumentował także wiele spadków i znalezisk meteorytów, które też kolekcjonował, a jego kolekcja 41 okazów znajduje się obecnie w Berlinie.
Jest autorem 120 publikacji naukowych; 60 z nich dotyczy akustyki, a 46 meteorytów.

### Wybrane prace
- E. Chladni, 1794: Über den Ursprung der von Pallas gefundenen und anderer ihr ähnlicher Eisenmassen, und über einige damit in Verbindung stehende Naturerscheinungen (O pochodzeniu znalezionej przez Pallasa i o innych podobnych masach żelaznych oraz o pewnych z tym związanych zjawiskach natury).
- E. Chladni, 1802: Die Akustik.
- E. Chladni, 1819: Über Feuer-Meteore und über die mit denselben herabgefallenen Massen. Wiedeń.
- prace Chladniego poświęcone meteorytom – Bibliografia/Chladni Ernst F.F.

## Upamiętnienia
Na cześć Chladniego nazwano jego nazwiskiem planetoidę (5053) Chladni, krater Chladni na Księżycu oraz minerał z grupy fosforanów chladnit.
W Muzeum Mineralogicznym Uniwersytetu Wrocławskiego (filia na ul. Kuźniczej) znajduje się tablica pamiątkowa ku czci Chladniego, umieszczona tam w roku 2008.